# トヨタ・ピクシストラック
ピクシス トラック（PIXIS TRUCK）は、トヨタ自動車で販売されるフルキャブオーバー型の軽トラックである。ダイハツ・ハイゼットトラックのOEM版にあたる。通称「ピクトラ」。

## 概要
ベースとなっているのはハイゼットトラックである。ちなみに、2000年から2003年までは同じS200系の派生車ダイハツ・アトレー7をトヨタ・スパーキーとしてOEM供給していたが、およそ8年3か月ぶりにS200系の車両をOEM供給することになる。
取扱店は発売当初、基本的にトヨタカローラ店、ネッツ店で販売されていた。2019年4月に東京都のトヨタ直系ディーラーの統合により発足したトヨタモビリティ東京でも取り扱われるようになり、2020年5月1日の東京都以外の全ての地域での全車種併売化に伴い、発売当初は一部地域に限られていたトヨタ店・トヨペット店の販売地域が全国に拡大された。なお、新車の展示は、そのうちでさらに選定された、「ピクシス・ステーション」という一部の店舗でのみで2020年4月30日まで行われていた。
なお、2012年4月にスバル・サンバートラックがハイゼットトラックのOEM車種に切り替わったため、3兄弟車種となった。
2014年8月時点において、新車で購入可能なトヨタ車としては唯一、運転席側・助手席側ともに全車SRSエアバッグが非装備で、かつAT仕様は油圧制御（メカニカル）式3速ATのみが設定されていたが、2014年9月に実施されたフルモデルチェンジに伴い、AT仕様は電子制御式4速ATに変更され、全車にようやくSRSエアバッグ（運転席側）が標準装備となった。2021年12月のマイナーチェンジにより、AT仕様はCVTとなり、SRSエアバッグは助手席も標準装備化され、デュアルSRSエアバッグとなった。
キャッチコピーは初代がピクシスバンと同じ「働くわたしのピクシス トラック」だったが、2代目では「日本のベストシゴトパートナー。」に変更された。

## 歴史

### 初代（S201U/211U 2011年 - 2014年）
2011年12月1日
発表・発売。エンブレム類以外はハイゼットトラックと同一で、装備内容・保証内容も同一。一部特装車を除くハイゼットトラック同様、メーカーオプションで車体全体の防錆性能をさらに強化した「ストロング防錆パック」（プラス30,000円・税別）や13インチホイール&145R13 LT 6PRラジアルタイヤ（プラス5,000円・税別）、4枚リーフスプリングのリアサスペンション（プラス5,000円・税別）、スーパーデフロック（MT車専用・プラス29,500円・税別）などを選択することができる。ただしハイゼットトラックと異なり、ジャンボやハイルーフ、ダンプ、テールリフト、保冷車、冷凍車、パネルバン（荷箱）、オープンパネルバン、オープンバン、灯油ローリーなどの特装車、および特別仕様車は用意されておらず、ほぼ農業従事者向けに特化したラインアップとなっている。またディーラーオプションに関してもハイゼットトラックよりやや少なくなっている。
エンジンは全車に可変バルブタイミング機構（DVVT）付直列3気筒DOHC12バルブのKF型（KF-VE型）を搭載している。
2012年12月17日
ハイゼットトラックの一部改良に合わせて一部改良（仕様変更扱い）。2013年1月から施行される灯火器および反射器などに関する法規に対応するため、全車に後方反射板を追加装備し、夜間の積み降し作業時や乗降時の安全性を向上。併せて、防錆鋼板の採用範囲拡大、ボデーシーラーの塗布範囲拡大を実施し耐蝕性の向上が図られると共に、触媒の変更により全車がJC08モード燃費に対応。また、最廉価グレード「スペシャル」にFM/AMラジオを標準装備した。

### 2代目（S500U/510U 2014年 - ）
2014年9月2日
OEM元の10代目ハイゼットトラックに併せる形でフルモデルチェンジ。エンブレム類以外はハイゼットトラックと同一で、装備内容・保証内容も同一。10代目ハイゼットトラック同様、メーカーオプションで車体全体の防錆性能をさらに強化した「ストロング防錆パック」（プラス25,000円・税別）や13インチホイール&145R13 LT 6PRラジアルタイヤ&13インチタイヤ専用リヤ4枚リーフスプリング（プラス5,000円・税別）、4枚リーフスプリングのリアサスペンション（プラス5,000円・税別）などを選択することができる。初代同様、ジャンボやハイルーフ、ダンプ、テールリフト、保冷車、冷凍車、パネルバン（荷箱）などの特装車、および特別仕様車は用意されておらず、これまで通り農業従事者向けに特化したラインアップとなっている。
なお、初代では「エクストラ」と「スペシャル 農用バージョン」に限り標準装備されていたあゆみ板対応後部アオリが全グレードに標準装備化されたほか、荷台の左側だけでなくフロント右下（「エクストラ」を除く）にも装着されていた車名デカールが2代目では荷台左側のみの装着となった。ボディカラーは「スタンダード エアコン・パワステレス」を除く全グレードに設定のメーカーセットオプション「選べるカラーパック」を設定した場合、ハイゼットトラック同様に7色から選ぶことができる。前述のように、ピクシストラックでは特別仕様車の設定がないため、新規色の4色のみならず、9代目ハイゼットトラックの特別仕様車「VS」に設定されていた「ブルーマイカメタリック」と「ブラックマイカメタリック」もピクシストラックで初めて設定された。セットオプションはハイゼットトラックに設定されている女性ユーザー向けセットオプションの「農業女子パック」（「ビューティーパック」+「選べるカラーパック」）がピクシストラックでは未設定になる点以外はハイゼットトラックとほぼ共通である。
2014年12月22日
OEM元の10代目ハイゼットトラック同様、新セットオプションの「エコパック」を追加設定。リアデファレンシャルギアをハイギア化し、MTに副変速機（エコ・楽モード切替機構）を追加したことで、21.0km/L（JC08モード燃費）の低燃費と静かな走行を実現（AT車と同様、「平成27年度燃費基準+10%」を達成）。また、車両を停止し、クラッチペダルを踏み込んだ状態で副変速機のトランスフォーレバーをLoに切り替えることで「エコパック」非装備の状態で走行することもできる。本セットオプションは「スタンダード」と「エクストラ」のMT車（「エクストラ」は2WD車のみ）で設定が可能である。
2016年10月3日
一部改良。
OEM元の10代目ハイゼットトラックに準じたもので、メーターやスイッチの表示の意匠変更を行ったほか、セットオプションの「選べるカラーパック」の仕様変更を行い、ボディカラーは「ブルーマイカメタリック」を廃止する替わりに、新色の「アーバンナイトブルークリスタルメタリック」と「マスカットグリーンメタリック」を追加して8色展開とするとともに、カラードドアアウターハンドルをボディ同色に、カラードドアミラーをブラック塗装（「ブライトシルバーメタリック」選択時は従来通りボディ同色）にそれぞれ変更。インテグレートCD・AM/FM付ステレオを省く代わりに、シルバー加飾のオーディオ/ヒーターコントロールクラスターを追加するとともに、「スタンダード」（エアコン・パワステレスは除く）は「エクストラ」に標準装備しているスモークドガラス（リアウインドゥ）も追加された。
2017年11月14日
一部改良。
前日に一部改良されたOEM元の10代目ハイゼットトラックに準じたもので、全車にEBD機能付き4輪ABSが標準装備化、およびLEDヘッドランプを「スタンダード エアコン・パワステレス」を除く全車にメーカーオプション設定され、更にガードフレームにT字フックが追加された。また、「エコパック」の設定が「スタンダード」の2WD車の5MT仕様のみに整理され、更に4WD車の5MT仕様のみに設定されていた13インチホイール&145R13 LT 6PRラジアルタイヤのメーカーオプションが廃止となった。ボディカラーは従来、「カラーパック」にてオプション設定されていた「ブライトシルバーメタリック」が標準設定に移行され、「カラーパック」専用色では「アーバンナイトブルークリスタルメタリック」と「マスカットグリーンメタリック」を廃止する替わりに、新規色の「ファインミントメタリック」が追加された。
2018年5月18日
一部改良が発表された（6月1日販売開始）。
同年5月14日に一部改良されたOEM元の10代目ハイゼットトラックに準じたもので、衝突回避支援システム「スマートアシストIIIt（以下、スマアシIIIt）」が新たに採用されたほか、「スマアシIIIt」搭載車にはVSC&TRC、エマージェンシーストップシグナル、ヒルホールドシステム（4AT仕様のみ）も併せて装備された。
また、パックオプションにはLEDヘッドランプ、LEDフォグランプ、メッキフロントグリルをひとまとめにした「LEDパック」を新設するとともに、フロントウィンドゥは「選べるカラーパック」設定時にはIR&UVカット機能が、「ビューティパック」設定時にはトップシェイド機能がそれぞれ追加された（なお、「スマアシIIIt」搭載車ではIR&UVカット機能とトップシェイド機能が該当するパックオプションの設定なしで標準装備される）。
グレード体系が一部変更となり、「スタンダード」と「スタンダード 農用スペシャル」には「スマアシIIIt」搭載車として「スタンダード SA IIIt」と「スタンダード 農用スペシャル SA IIIt」がそれぞれ追加され、「エクストラ」は「スマアシIIIt」の標準装備に伴って「エクストラ SA IIIt」に改名された。
2019年10月10日
一部改良（仕様変更扱い）。同日、一部改良されたOEM元の10代目ハイゼットトラックに準じたもので、従来はメーカーオプションだったLEDヘッドランプを「スタンダード"SA IIIt"」、「スタンダード"農用スペシャル SA IIIt"」、「エクストラ"SA IIIt"」にそれぞれ標準装備されたほか、「LEDパック」への改名に伴って一旦廃止されていた「スタイリッシュパック」がLEDフォグランプ（メッキベゼル付）とメッキフロントグリルの新構成で復活設定された（なお、「エクストラ"SA IIIt"」は「スタイリッシュパック」相当の装備品が標準装備されている）。
2020年9月1日
一部改良。
同年8月27日に一部改良されたOEM元の10代目ハイゼットトラックに準じたもので、「スマアシIIIt」搭載グレードの「スタンダード SA IIIt」、「スタンダード 農用スペシャル SA IIIt」、「エクストラ SA IIIt」において、バックソナーが新たに標準装備され、AT車に装備されている誤発進抑制制御機能は前方に加えて後方にも対応した。
なお、燃料消費率がWLTCモードに移行したことで全車燃費基準未達成となった為、従来リアウィンドウ右下に装着されていた「燃費基準達成車」ステッカーが装着されなくなった。
2021年12月20日
一部改良。
同日にマイナーチェンジされたハイゼットトラックに準じたもので、従来の4ATからFR用に新開発されたCVTへ変更され、4WD・CVT車は通常走行の「2WD」、農地や山の未舗装路用の「4WD LOCK」に加え、路面状況に応じて駆動力を制御する「4WD AUTO」を追加した3モード切替の電子制御式4WDを採用。予防安全技術の「スマートアシスト」は衝突回避支援ブレーキ機能と衝突警報機能を夜間歩行者にも対応し、車線逸脱抑制制御機能・路側逸脱警報機能・ふらつき警報・標識認識機能（進入禁止/一時停止）・AHB（オートハイビーム）・ADB（アダプティブドライビングビーム）・サイドビューランプ・コーナーセンサーを追加した次世代型へ強化。VSC&TRCは全車標準装備となり、前述したとおり、SRSエアバッグは助手席側が標準装備化されたことで、デュアルSRSエアバッグへ強化された。
ボディカラーはメーカーオプションの「選べるカラーパック」のラインナップをオフビートカーキメタリック、トニコオレンジメタリック、ブラックマイカメタリックの3色に絞り、標準色のホワイトとブライトシルバーメタリックを合わせた5色に整理された（ハイゼットトラックで新たに設定されたアイスグリーンとジャンボ専用色のファイアークォーツレッドメタリックはピクシストラックでは未設定となる）。
また、従来は4WD・5MT車のみだったスーパーデフロックを4WD・CVT車にも拡大されたことで、「スタンダード"農用スペシャル"」に4WD・CVT車が追加された一方、「スタンダード エアコン・パワステレス」を廃止した。
なお、ハイゼットトラックで新たに設定されたスマホ連携ディスプレイオーディオの設定はピクシストラックでは未設定となり、販売店装着オプションで用意されている純正用品の対応ナビゲーションを装着することでトヨタのカーライフサポートサービス「T-Connect」の利用が可能となる。
2023年4月20日
資材などの高騰を受けた供給価格改定に伴い、同年7月生産分より車両本体価格と一部のメーカーオプションの価格改定を行うことが発表された。
2023年5月22日
前述した価格改定の時期を延期することを発表。仕入先からの部品供給不足の影響で減産となり、現行価格での注文分を7月までに生産する目途が立たなくなった為で、既にユーザーから注文を受けている分については生産時期を問わず、改定前の価格が適用される。
2023年12月20日（補足）
OEM元のダイハツ工業の不正問題の調査で対象がこれまで判明していた6車種から当車種を含めたほぼ全ての車種に拡大することが明らかとなり、国内外の全てのダイハツ工業製の車種の出荷を停止する方向で調整することとなった。
2024年2月26日（補足）
同年1月30日に国土交通省から道路運送車両法の基準に適合していることが確認されたことを受け、生産・出荷を再開。
2025年2月25日
一部改良（仕様変更扱い）。
法規対応に伴い、メーターにクリアランスソナーのミュート警告表示が追加され、ソナーミュート用スイッチは押しているときのみONとなるモーメンタリ式に変更。また、センターミラーガーニッシュとアッパーサイドガーニッシュが追加された。
また「スタンダード」と「スタンダード"農用スペシャル"」に設定されていたスマートアシスト非装着車を廃止、同時に「スタンダード」のスマートアシスト非装着車に設定されていたエアコンレスも廃止されたほか、延期されていた価格改定も実施された。

#### グレード
※2025年2月現在。下記設定3グレードは全てハイゼットトラックについては同名グレードに相当する。
- スタンダード

当車種の標準グレードにして最量販グレード。あゆみ板掛けテールゲート、電動式パワーステアリング、助手席用サンバイザー、AM/FMラジオ（日本語表記）、エアコンなどが標準装備される。
- スタンダード"農用スペシャル"

全グレード中、最も農業従事者向けに特化したグレード。全グレード中唯一、4WD専用モデルで2WD仕様は用意されない。4枚リーフ式リアスプリングが標準装備されるとともに、スーパーデフロック、LED大型荷台作業灯及びパートタイム4WDのHi-Loモード切替機構（5MT車のみ）が追加されている点を除いては「スタンダード」にほぼ準じる。
- エクストラ

オーナードライバー向けに特化した上級グレード。「スタンダード」系グレードに対しメッキフロントグリルが標準装備されるほか、リア4枚リーフ式スプリング（4WDモデルのみ）、リアウィンドゥスモークドガラス、格納式テールゲートチェーン、LED大型荷台作業灯、電動格納式ドアミラー、パワーウィンドゥ（運転席挟み込み防止機構付）、プッシュボタンスタート、キーフリーシステム（イモビライザー機能付・リクエストスイッチ付(運転席・助手席)）、パワードアロック、フルファブリック（撥水加工）シート表皮などが追加され、ドアアウターハンドルとドアミラーがカラードに変更。さらに、4WD車にはスーパーデフロック、4WD・5MT車はパートタイム4WDのHi-Loモード切替機構も追加され、オーディオレス化される（10cmフロントスピーカーは装備）。